# Víctor (Symbol)

Víctor-Symbol

Vítor. Der Buchstabe C fehlt hier

Der Víctor oder Vítor ist ein Symbol, das in spanischsprachigen Ländern als Ehrenauszeichnung genutzt wird.

## Bedeutung und Gestaltung

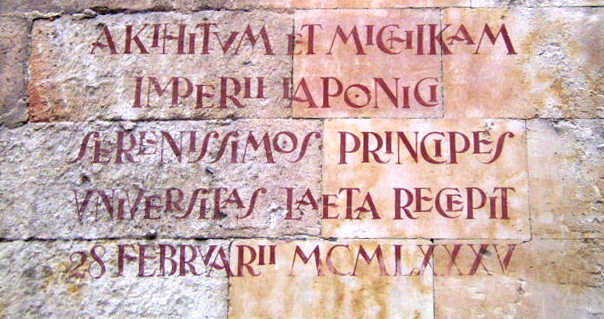
Erläuternder Text zu einem Víctor für Akihito und Michiko anlässlich eines Besuchs von Salamanca am 28. Februar 1985.

Víctor oder Vítor stammt vom lateinischen Wort victor, „Sieger“. Das Wort wird zudem als Interjektion einer Beifallsbekundung verwendet, insbesondere im Rahmen der Feierlichkeiten bei der Verleihung eines Doktortitels.
Das Symbol besteht aus den Buchstaben V-Í-T-O-R bzw. V-Í-C-T-O-R, die nach Art eines Monogramms, ähnlich einem Christusmonogramm, kunstvoll miteinander verbunden sind. Der Víctor wird in der Regel von Studierenden nach Abschluss der Promotion mit rotbrauner Farbe auf den Außenwänden von (Universitäts-)Gebäuden angebracht. Dazu wurde früher Stierblut oder Pigmentfarbe verwendet. Außerdem werden in der Regel noch der Name der Absolventin oder des Absolventen, das Jahr der Promotion sowie manchmal ein erläuternder Text hinzugefügt. Dabei wird darauf geachtet, dass sich das Symbol in der Art der Gestaltung des Monogramms von den anderen bereits angebrachten Vítores unterscheidet.

## Geschichte

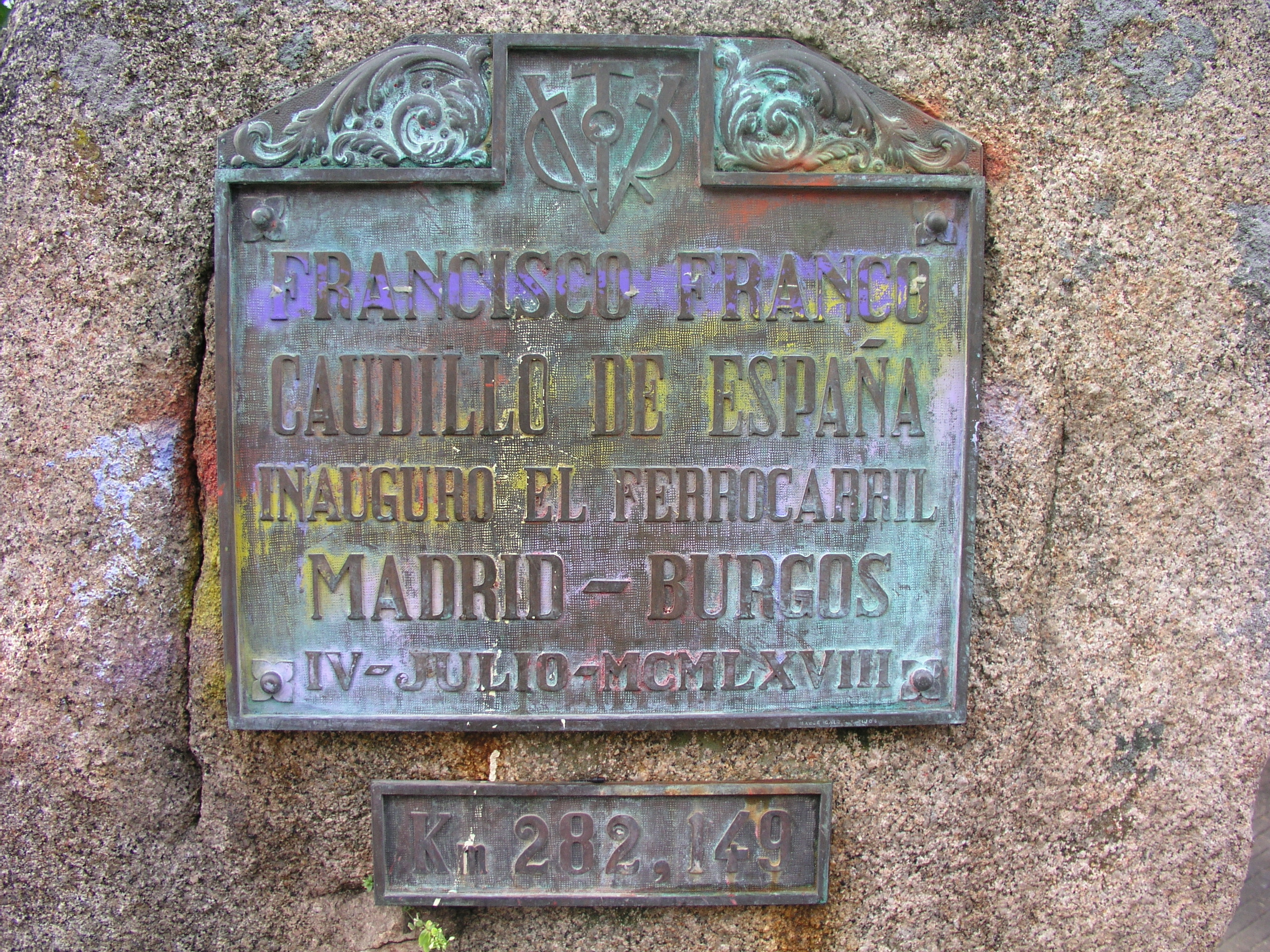
Víctor-Symbol (oben, Mitte) auf der Plakette der von Franco eingeweihten Eisenbahnstrecke zwischen Madrid und Burgos, 1968, in Burgos

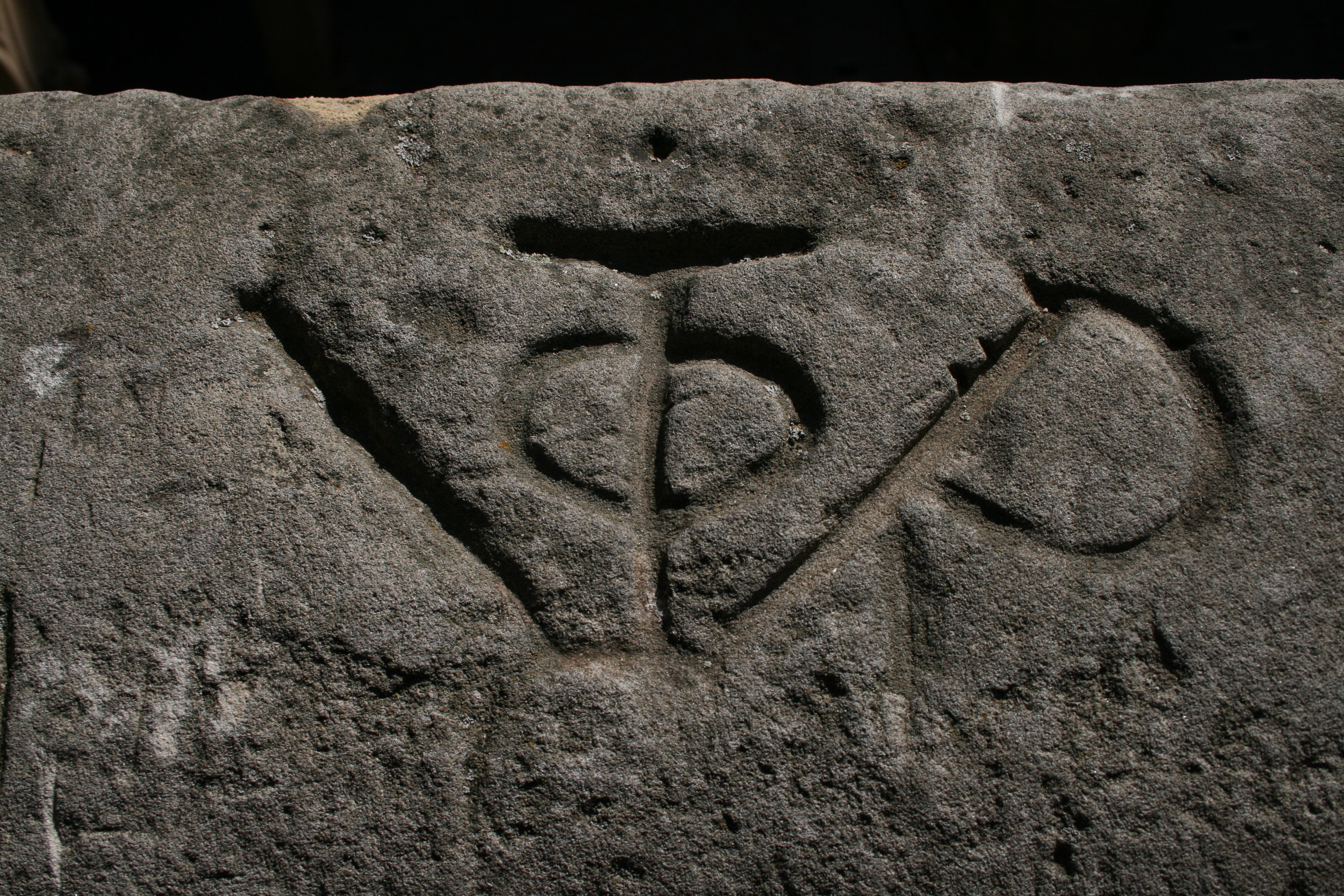
In Stein eingeritzter Vítor in Salamanca

Die Tradition, seinen Namen nach dem Erreichen des Doktortitels auf die Wand des Universitätsgebäudes zu schreiben, besteht seit Jahrhunderten. 
Mit der Ley Moyano (1857) wurde die Vergabe von Doktortiteln über Jahrzehnte hinweg auf die Universität Madrid beschränkt. Beispielsweise durfte die Universität Salamanca erst ab 1954 wieder Doktortitel vergeben. In der Zwischenzeit hatte dies Einfluss auf das Anbringen der Víctor-Symbole in den Universitätsstädten.
Der Víctor wurde vom spanischen Diktator Franco während seiner Herrschaft als Siegessymbol genutzt. Schon bei seiner Siegesparade (El gran desfile de la victoria) am 19. Mai 1939 kam das Zeichen zum Einsatz.
Vielerorts werden keine neuen Víctor-Zeichen mehr angebracht und die alten Symbole verschwinden durch die Wettereinflüsse und Umweltverschmutzung.

## Der Víctor in Salamanca
Besonders für die Vítores bekannt ist die Stadt Salamanca, wo die Symbole auf vielen Gebäuden zu finden sind.
Für die Universität Salamanca existiert die Auffassung, dass der Buchstabe C erst später hinzugefügt worden sei. Dieser sollte die Mondsichel darstellen, was eine Anspielung auf Papa Luna, den Papst Benedikt XIII. (1342/43–1423) sei, der den Ausbau der Universität vorangetrieben hatte.
Der Víctor wird dort auch prominenten Personen von der Universität gewidmet. Dies geschah beispielsweise bei Staats- und Regierungschefs wie dem ehemaligen spanischen Ministerpräsidenten Adolfo Suárez, dem damaligen japanischen Kronprinzen Akihito und seiner Frau Michiko, den Politikern Fernando Henrique Cardoso, Ricardo Lagos, Aristides Royo, ehemaligen Rektoren wie Miguel de Unamuno, Enrique Tierno Galván, Francisco Tomás y Valiente und dem Kinderhilfswerk UNICEF.
Auch dem langjährigen spanischen Diktator Franco, der 1936/1937 während des Bürgerkriegs sein Hauptquartier in der Stadt hatte, wurde an der Kathedrale von Salamanca ein Monogramm gewidmet.
An der Universität Salamanca kann jeder und jede Studierende nach Abschluss des Doktorats noch heute einen Vítor an den Wänden seiner Fakultät anbringen.

## Weitere Verbreitung
Außerdem waren oder sind die Zeichen in Sevilla (beispielsweise in den Straßen Calle Alemanes und der Avenida de la Constitución) sowie am Archivo General de Indias
und außerhalb von Spanien an der Universidad Nacional Mayor de San Marcos (Lima, Peru) verbreitet. und in Ciudad Rodrigo verbreitet.